# Medida de probabilidade
Em matemática, uma medida de probabilidade é uma função real definida em um conjunto de eventos em um espaço de probabilidade que satisfaz propriedades de medida, tal como a aditividade contável. A diferença entre uma medida de probabilidade e a noção mais geral de medida (que inclui conceitos como área ou volume) é que a medida de probabilidade de atribuir valor {\displaystyle 1} ao espaço de probabilidade inteiro.
Intuitivamente, a propriedade de aditividade diz que a probabilidade atribuída à união de dois eventos disjuntos pela medida deve ser a soma das probabilidades dos eventos, por exemplo, o valor atribuído a "{\displaystyle 1} ou {\displaystyle 2}" em um lançamento de um dado deve ser a soma dos valores atribuídos a  "{\displaystyle 1}" e "{\displaystyle 2}".
Medidas de probabilidade têm aplicações em diversos campos, como física, finanças e biologia.

## Definição

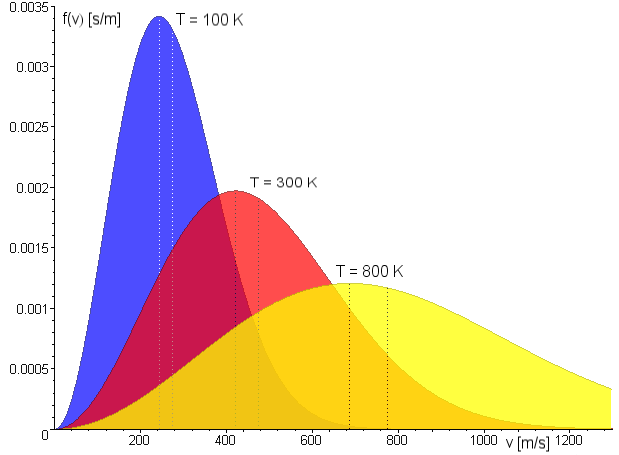
Em alguns casos, a física estatística usa medidas de probabilidade, mas nem todas as medidas que usa são medidas de probabilidade.

Para que uma função {\displaystyle \mu } seja uma medida de probabilidade em um espaço de probabilidade:
- {\displaystyle \mu } deve retornar resultados no intervalo unitário {\displaystyle [0,1]}, retornando {\displaystyle 0} para o conjunto vazio e {\displaystyle 1} para o espaço inteiro;
- {\displaystyle \mu } deve satisfazer a propriedade da aditividade contável, sendo que para todas as coleções contáveis {\displaystyle \{E_{i}\}} de conjuntos disjuntos dois a dois:{\displaystyle \mu {\Bigl (}\bigcup _{i\in I}E_{i}{\Bigr )}=\sum _{i\in I}\mu (E_{i}).}

Por exemplo, dados três elementos {\displaystyle 1}, {\displaystyle 2} e {\displaystyle 3} com probabilidades {\displaystyle 1/4}, {\displaystyle 1/4} e {\displaystyle 1/2}, o valor atribuído a {\displaystyle \{1,3\}} é {\displaystyle 1/4+1/2=3/4}, como no diagrama à direita.

A probabilidade condicional baseada na intersecção dos eventos definida como
{\displaystyle P(B\mid A)={\frac {P(A\cap B)}{P(A)}}}
satisfaz as exigências de medida de probabilidade, desde que {\displaystyle P(A)} não seja igual a {\displaystyle 0}.
Medidas de probabilidade são distintas da noção mais geral de medidas difusas, na qual não há qualquer exigência de que a soma dos valores difusos seja igual a {\displaystyle 1} e a propriedade aditiva é substituída por uma relação de ordem baseada na inclusão de conjunto.

## Aplicações de exemplo

Uma medida de probabilidade mapeando o espaço de probabilidade para 3 eventos ao intervalo unitário.

Medidas de mercado que atribuem probabilidade a espaços do mercado financeiro com base em movimentos reais de mercado são exemplos de medidas de probabilidade que são de interesse em matemática financeira, por exemplo, na precificação de derivativos financeiros. Por exemplo, uma medida neutra a risco é uma medida de probabilidade que assume que o valor atual dos ativos é o valor esperado do retorno futuro assumido em relação à mesma medida neutra a risco (isto é, calculado usando a função densidade neutra a risco correspondente) e descontado na taxa livre de risco. Se houver uma única medida de probabilidade que deve ser usada para precificar ativos em um mercado, então o mercado é chamado de mercado completo.
Nem todas as medidas que intuitivamente representam probabilidade ou verossimilhança são medidas de probabilidade. Por exemplo, embora o conceito fundamental de um sistema em mecânica estatística seja um espaço de medidas, tais medidas não são sempre medidas de probabilidade. Em geral, em física estatística, se considerarmos sentenças da forma "a probabilidade de um sistema {\displaystyle S} assumir um estado {\displaystyle A} é {\displaystyle p}", a geometria do sistema não leva sempre à definição de uma medida de probabilidade sob congruência, ainda que possa fazer isto no caso de sistemas com apenas um grau de liberdade.
Medidas de probabilidade também são usadas em biologia matemática. Por exemplo, em análise de sequência comparativa, uma medida de probabilidade pode ser definida para a verossimilhança de que uma variante possa ser permissível para um aminoácido em uma sequência.